# L'illa del terror
L'illa del terror  (títol original en anglès: Island of Terror) és una pel·lícula britànica dirigida per Terence Fisher, estrenada el 1966. Ha estat doblada al català.

## Argument
En una illa de les costes irlandeses, són combatudes per científics criatures molt perilloses.
Entre The Earth Dies Screaming (1965) i Night of the big Heat (1967), es tracta d'un dels tres relats de ciència-ficció dirigits per Terence Fisher en aquest període. L'argument segueix l'onada de pel·lícules americanes sobre el tema de la invasió extraterrestre del decenni 1950.
El rodatge va començar el 22 novembre de 1965 i es va desenvolupar a Wexham i als estudis Pinewood.

## Repartiment
- Peter Cushing: El Doctor Brian Stanley
- Edward Judd: El Doctor David West
- Carole Gray: Toni Merrill
- Eddie Byrne: El Doctor Reginald Landers
- Sam Kydd: l'agent de policia John Harris
- Niall MacGinnis: Roger Campbell
- James Caffrey: Peter Argyle
- Liam Gaffney: Ian Bellows
- Roger Heathcote: Dunley
- Keith Bell: Halsey
- Shay Gorman: Morton
- Peter Forbes-Robertson: El Doctor Lawrence Phillips
- Richard Bidlake: Carson
- Joyce Hemson: Sra. Bellows
- Edward Ogden: el pilot d'helicòpter